# Joseph Arsène Blavoyer
Joseph Arsène Blavoyer, né à Troyes le 28 janvier 1815 et mort à Troyes le 11 août 1884, est un homme politique français.

## Biographie
Arsène Blavoyer est le fils de Joseph Sulpice Bavoyer (1787-), fabricant de tissus et ami de George Sand.
Il suit son droit à Paris, puis se retire dans ses propriétés de Bourguignons, au château de Foolz, pour se livrer à l'étude de l'agriculture, et devient ensuite maire sous la monarchie de Juillet. Candidat à l'Assemblée constituante, après la Révolution française de 1848, il est élu conseiller général du canton de Bar-sur-Seine (1848-1852) et représentant du peuple de l'Aube, le 23 avril 1848. 
À l'Assemblée, il est membre du comité de l’agriculture et du crédit foncier, siège avec la droite conservatrice, et vote presque toujours avec les monarchistes ; il n'avait voté avec la gauche que pour le bannissement de la famille d'Orléans.

Le département de l'Aube le renvoya à la Législative, le 13 mai 1849, le 1er sur 5 ; il se prononça pour toutes les mesures proposées par les monarchistes ; il fut de ceux pourtant qui luttèrent contre la politique de Louis-Napoléon Bonaparte, dès qu'ils reconnurent les dangers que cette politique faisait courir au régime parlementaire. Le coup d'État du 2 décembre 1851 le rendit à la vie privée ; mais il se présenta, sans succès, comme candidat de l'opposition, aux élections du 29 février 1852, puis à celles de du 3-4 août 1867 auquel la politique du Second Empire s'est opposé en appuyant son dévouement auprès d'Armand Trumet de Fontarce, qui fut lui élu. 
Après la chute de Louis-Napoléon Bonaparte, les électeurs de l'Aube l'envoyèrent, le 8 février 1871, siéger à l'Assemblée nationale. Il prit place à droite, et se retira de la vie politique, en 1876, à la fin de la législature.
Il est membre du conseil d'administration de la Société des dépôts et comptes courants.
Il est membre de la Société académique d'agriculture, des sciences, arts et belles-lettres du département de l'Aube et du Cercle des chemins de fer.
Il est le beau-père d'Edmond Rangeard de La Germonière, manufacturier et maire du Vast, fils de Louis-Hippolyte Rangeard de La Germonière,.